# 銀のいす
『銀のいす』（ぎんのいす、原題：The Silver Chair ）は、C・S・ルイスによる児童文学「ナルニア国物語」7部作のうち、4番目に執筆・出版された作品で、1953年に出版。ナルニア年代記として時系列順にみると、『朝びらき丸 東の海へ』に続く6番目、カスピアン王時代末期の物語にあたる。日本語表記は、岩波書店で出版されている瀬田貞二訳。

## 概要
舞台は『朝びらき丸 東の海へ』に出てきたカスピアン王の晩年時代のナルニアである。カスピアン王の息子、リリアン王子は何年も前に魔女にさらわれて行方知れずになっていた。人間の子ども、ユースチスとジルはアスランの命で、行方不明の王子を探す旅に出る。二人を導く沼人、泥足にがえもんの言葉は「湿った毛布」でいつも悲観的であるが、現実をしっかり把握している。対する緑の貴婦人は魅惑的であるが、子ども達を破滅に導こうとする。

### 登場人物
- ユースチス・スクラブ：ペペンシー兄弟のいとこ、過去に一回ナルニアを訪れたことがある（朝びらき丸 東の海へ）。「クラレンス」というミドルネームがあったが、本作以降は語られない。
- ジル・ポール：人間の子ども。
- 泥足にがえもん：沼人。
- 緑の貴婦人：緑のドレス姿の、謎の美女。正体はナルニア王王妃（リリアンの母、カスピアンの妻）に噛みついてヘビ毒で中毒死させた大蛇。
- 若い騎士：緑の貴婦人に従う若者。実は行方不明のリリアン王子。
- カスピアン王：ナルニアの老王
- アスラン：ライオン、「大帝の息子」でナルニアの創造主。

### あらすじ
カスピアン王の息子、リリアン王子は若いうちに魔女によって誘惑されさらわれて行方不明になっていた。カスピアン王の晩年、突然、ふたりの人間の子ども達がアスランの命を受けて世界の果てからやってきた。このふたり、ユースチスとジルは、沼人、泥足にがえもんに伴われ、行方不明の王子を探す旅に出る。ナルニアを離れ、エチン荒野を越え、巨人国の昔の都あと、ハルファンを目指す。彼らは、緑の貴婦人の勧めで巨人国を訪れるが、来るべき祭りのごちそうが何かを知って命からがら逃げ出し、地底国に逃げ込む。巨人国の地底には暗い大きな洞窟が横たわっていた。地霊たちにとらえられた3人は、緑の貴婦人が連れていた若い騎士に再会する。彼は、実は何年も囚われの身となっていた王子だったのだ。3人は緑の貴婦人であった魔女を倒し王子を救い出し、ナルニアに連れ帰ろうとする。

## 日本語版
- 銀のいす ナルニア国ものがたり (4) （ポーリン・ベインズ（イラスト）、瀬田貞二訳、岩波書店）
- ナルニア国物語（6） 銀の椅子（土屋京子訳、三辺律子 解説、YOUCHAN（挿画）、光文社古典新訳文庫、2017年）
- ナルニア国物語（4） 銀の椅子（河合祥一郎訳、角川文庫、ソノムラ（挿画）、2021年）